# Prolasius pallidus
Prolasius pallidus är en myrart som beskrevs av Clark 1934. Prolasius pallidus ingår i släktet Prolasius och familjen myror. Inga underarter finns listade i Catalogue of Life.